# Grand Batanga
Pour les articles homonymes, voir Batanga.
 (juin 2013).
Si vous disposez d'ouvrages ou d'articles de référence ou si vous connaissez des sites web de qualité traitant du thème abordé ici, merci de compléter l'article en donnant les références utiles à sa vérifiabilité et en les liant à la section « Notes et références ».
Grand Batanga est un village de pêcheurs et une station balnéaire du littoral kribien, du ressort de la commune d'arrondissement de Kribi Ier, dans le département de l’Océan et la région du Sud au Cameroun.

## Géographie
Grand-Batanga est situé sur la route nationale 7 au sud de la rivière Lobé et à 8 km au sud du centre-ville de Kribi. Il englobe deux villages côtiers peuplés d’environ 2 000 personnes d’ethnie Ndowè (Bapuku, Banoho et Iyassa) aux parlers distincts : il s’agit de Luma (ou « Grand Batanga I ») et Bongahèlè (ou « Grand Batanga II »).
Grand Batanga a été désigné par le gouvernement du Cameroun « site touristique national », grâce à ses plages et son patrimoine historique et culturel.

## Histoire
Avant l’époque coloniale, Grand Batanga fut le chef-lieu des peuples Ndowè dans la côte Kribienne, et le principal comptoir d’échanges avec les Occidentaux. Le nom « Grand Batanga » a été officialisé par l’administration coloniale allemande.
C'est de Grand-Batanga le 15 octobre 1887, que l'expédition allemande, sous la conduite du lieutenant Kund qu’accompagnait le lieutenant Tappenbeck, le zoologiste Weissenborn et le botaniste Braun, partit pour créer une station au lieu-dit Yaoundé qui deviendra la capitale du Cameroun.

## Patrimoine historique et culturel

### Luma (Grand Batanga I)

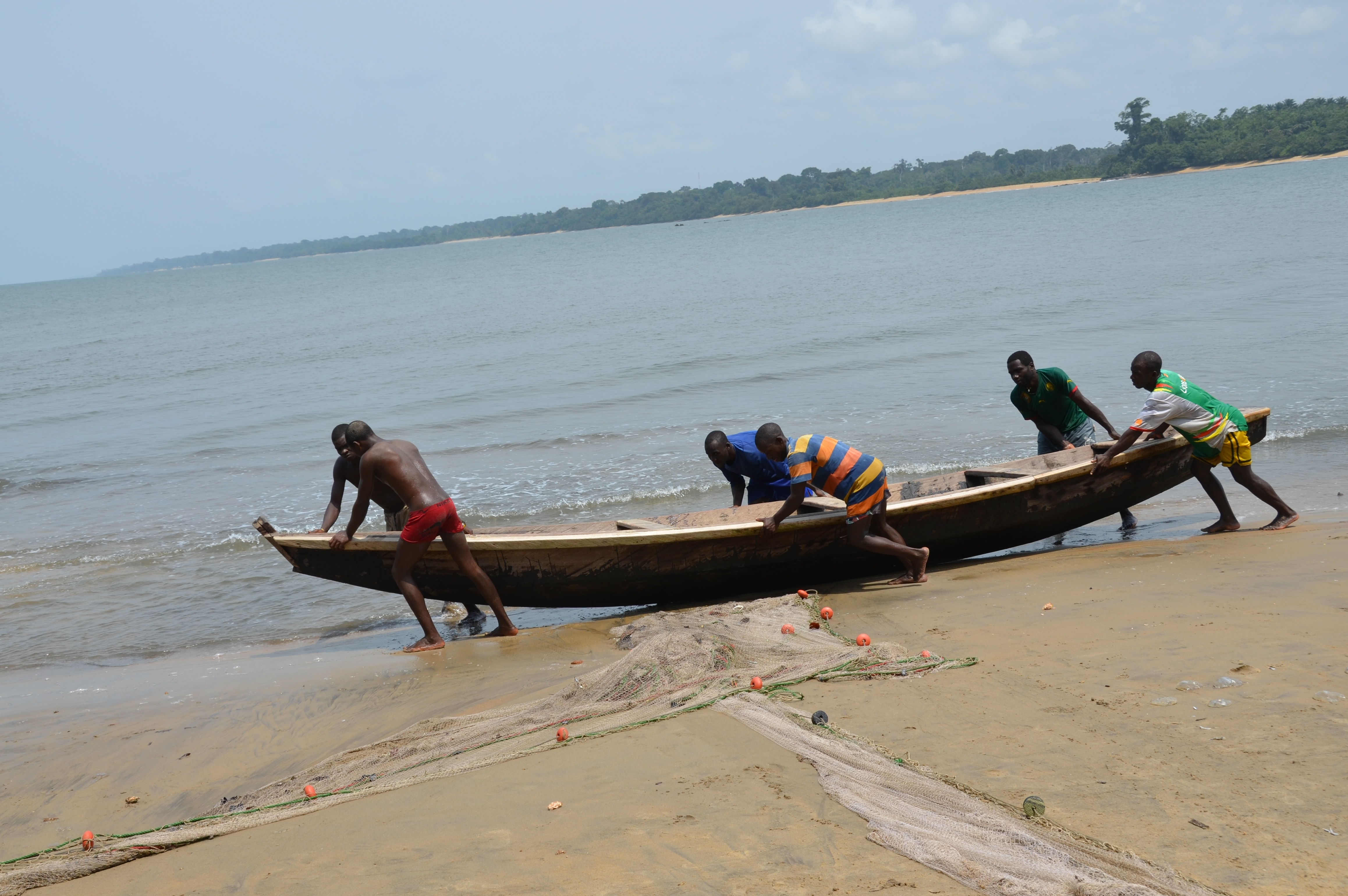
Plage de Londji.

Ce petit village de pêcheurs reste mal connu alors qu’il reste riche en histoire. Il est premièrement le fief du grand Roi Toko[Qui ?], qui a par son charisme marqué les premiers Européens arrivés sur la côte Kribienne[réf. nécessaire]. Luma, est aussi connu à l’étranger, notamment aux États-Unis[réf. nécessaire], grâce à l’énigmatique Tombwè ya Ekitikè[Qui ?]. Luma est désigné affectueusement par ses fils et filles par le qualificatif « lo nènè » (le grand) pour évoquer la grandeur de son passé.
Aujourd’hui, Luma reste un village important pour toute la zone[réf. nécessaire]. Il abrite par ailleurs une école maternelle, une école publique primaire, un lycée public d’enseignement secondaire et un musée d’art[réf. nécessaire]. Luma comporte quelques églises chrétiennes (catholique, adventiste) dont certaines datent de la période pré-coloniale.
Le village commémore le « Febuary » chaque 14 février depuis 1916 au même titre que les villages Mpalla, Longè (Londji), Ebunja, en la mémoire des victimes de la guerre qui opposa les troupes alliées à l’armistice dans  la bande côtière de Kribi ; ce qui conduisit à leur déportation[réf. nécessaire].

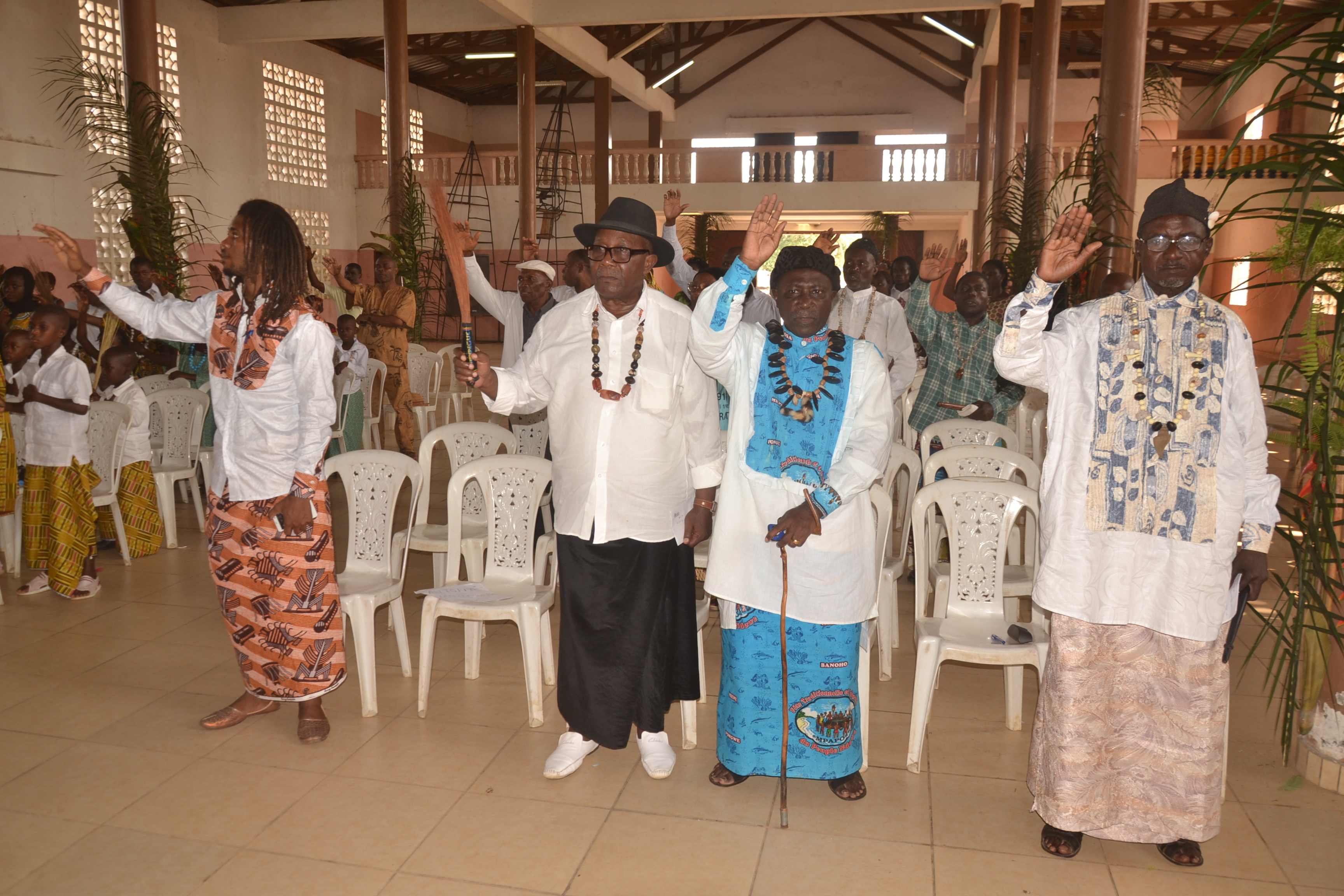
Homme en tenue traditionnelle

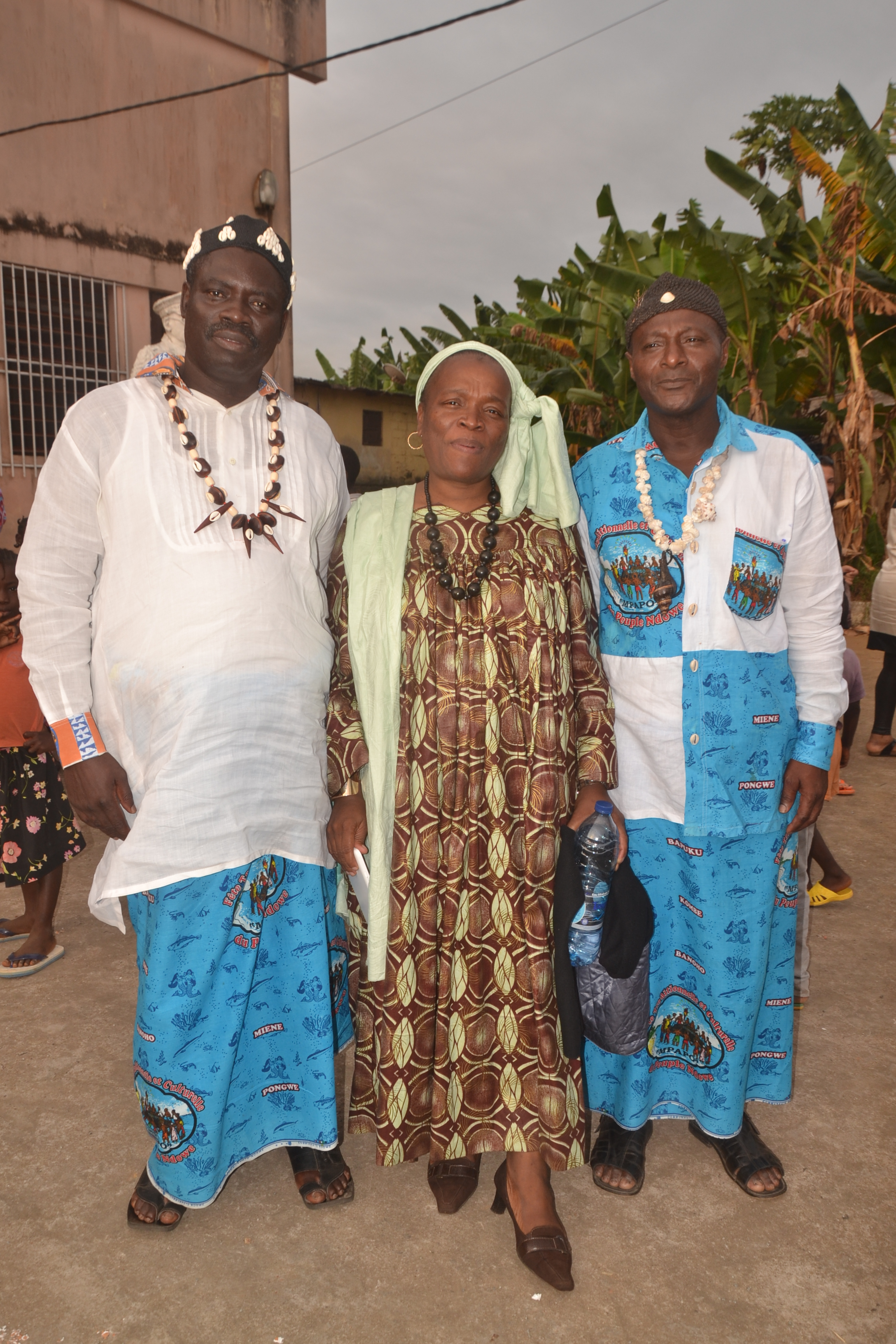
Hommes et femme en tenue traditionnelle

Festival Batanga
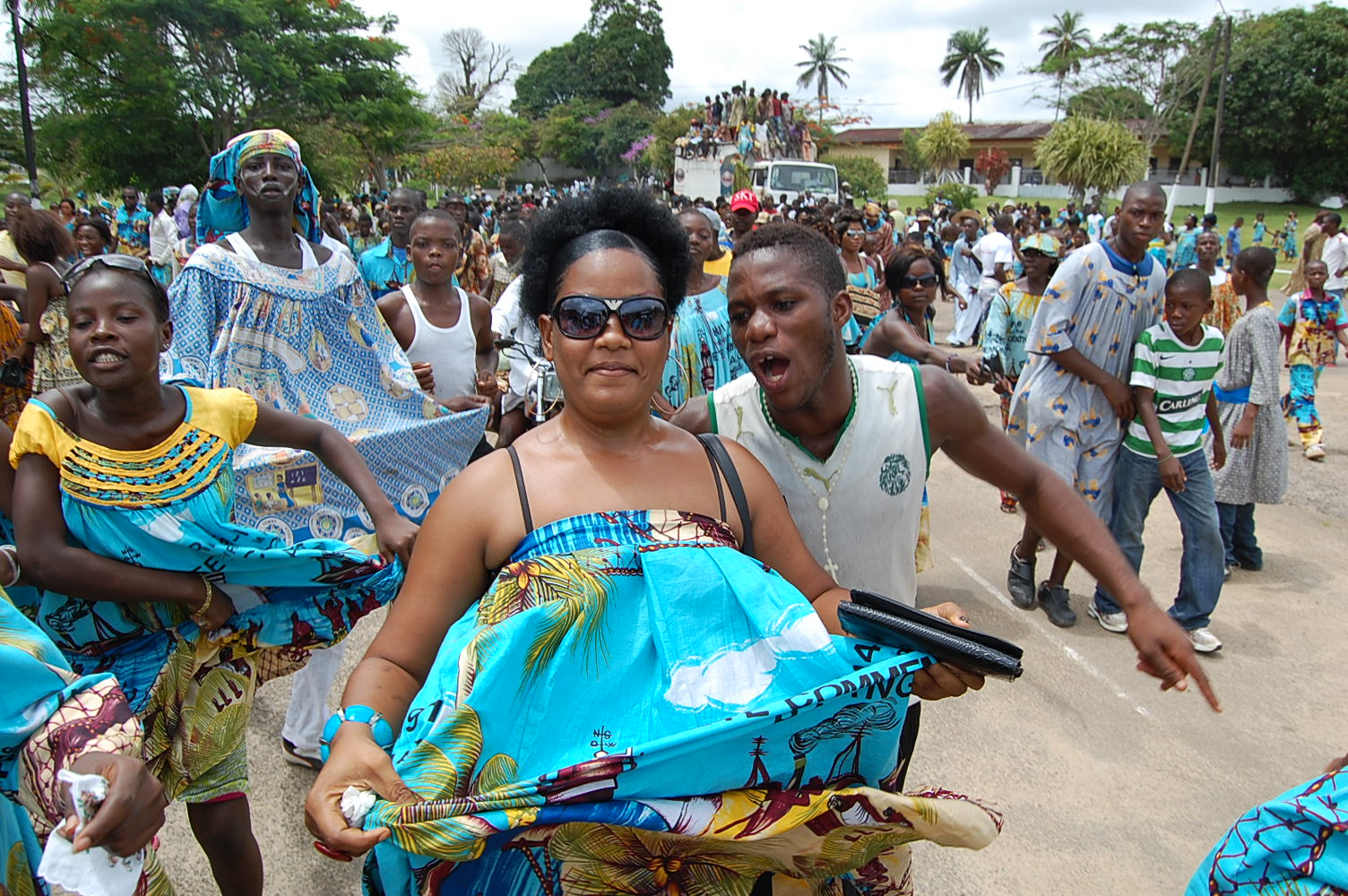
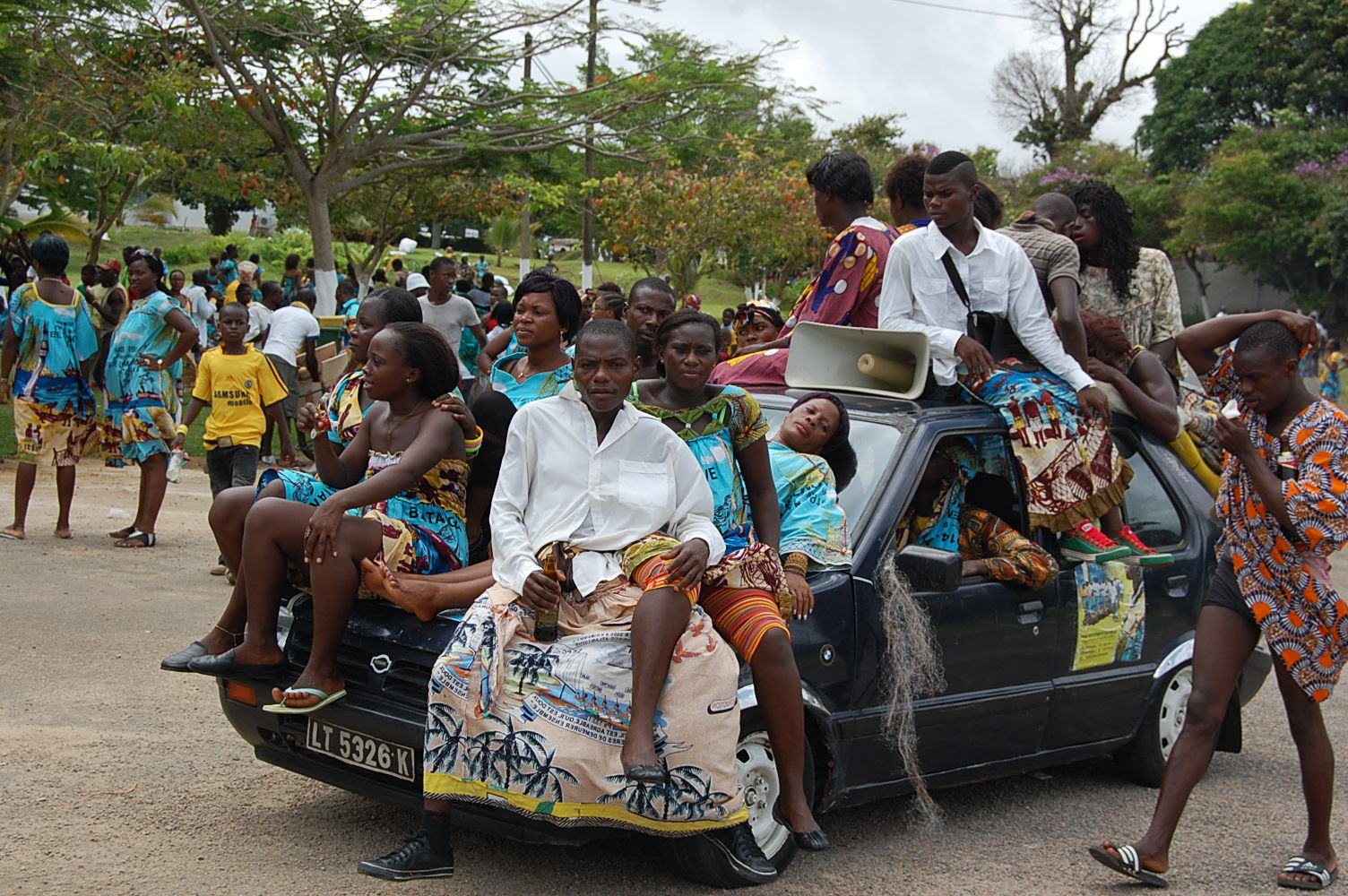
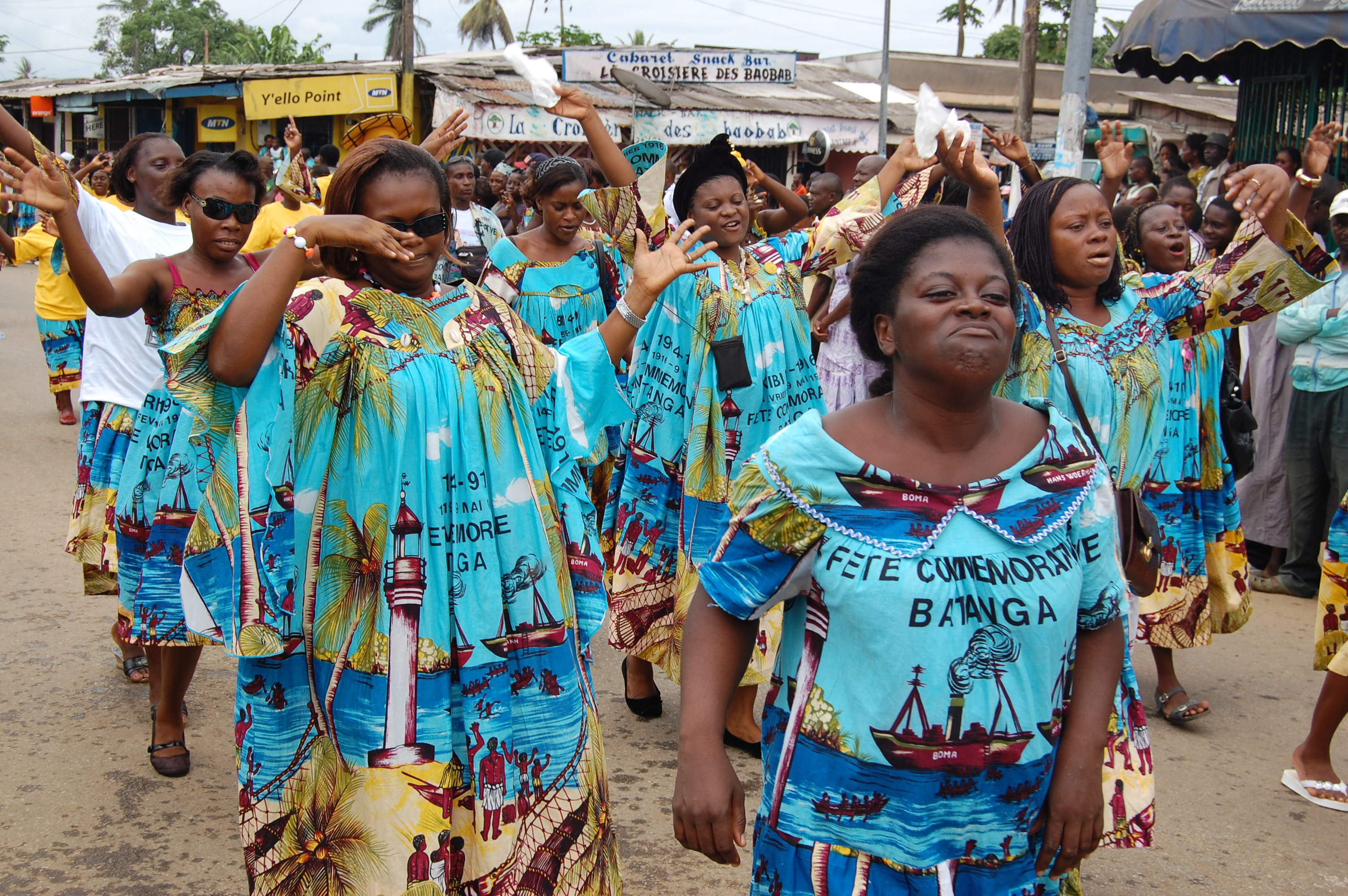

### Bongahèlè (Grand Batanga II)
Bongahèlè est un petit village de pêcheurs  situé à environ 10 km du centre-ville de Kribi. Il forme avec Luma la localité de « Grand Batanga ». Le village est connu pour ses plages paradisiaques, aussi que par son histoire et sa culture. De manière générale, Bongahèlè peut être considéré comme la capitale culturelle des peuples Ndowè qui sont aujourd’hui plus connus par la terminologie Batanga (Banôhô, Bapuku, Batanga Ba Nda…). L’ensemble de ces peuples reconnait en ce village, une certaine authenticité dans la célébration des rituels typiques et propres aux peuples de la côte[réf. nécessaire].
L’histoire retiendra[Comment ?] que c’est dans ce village qu’en 1865 est construite la première chapelle de la mission protestante américaine, suivie de l’ordination du premier pasteur camerounais (Mousambani de Bongahèlè) en 1905. Et si l’histoire enseignée dans les écoles l’omet encore, le village Bongahèlè est connu pour avoir été la dernière royauté de la côte kribienne sous le règne du roi William Madola ma Dimale pendu en 1914 par les Allemands à Ndoua vers Bipindi, à l’aube de la Première Guerre mondiale[réf. nécessaire].
Comme Bwambè, Mboamanga, Bongandouè, Ngoyè et tous les autres villages banôhô, Bongahèlè célèbre sa fête commémorative le 9 mai, contrairement aux villages bapuku[réf. nécessaire].

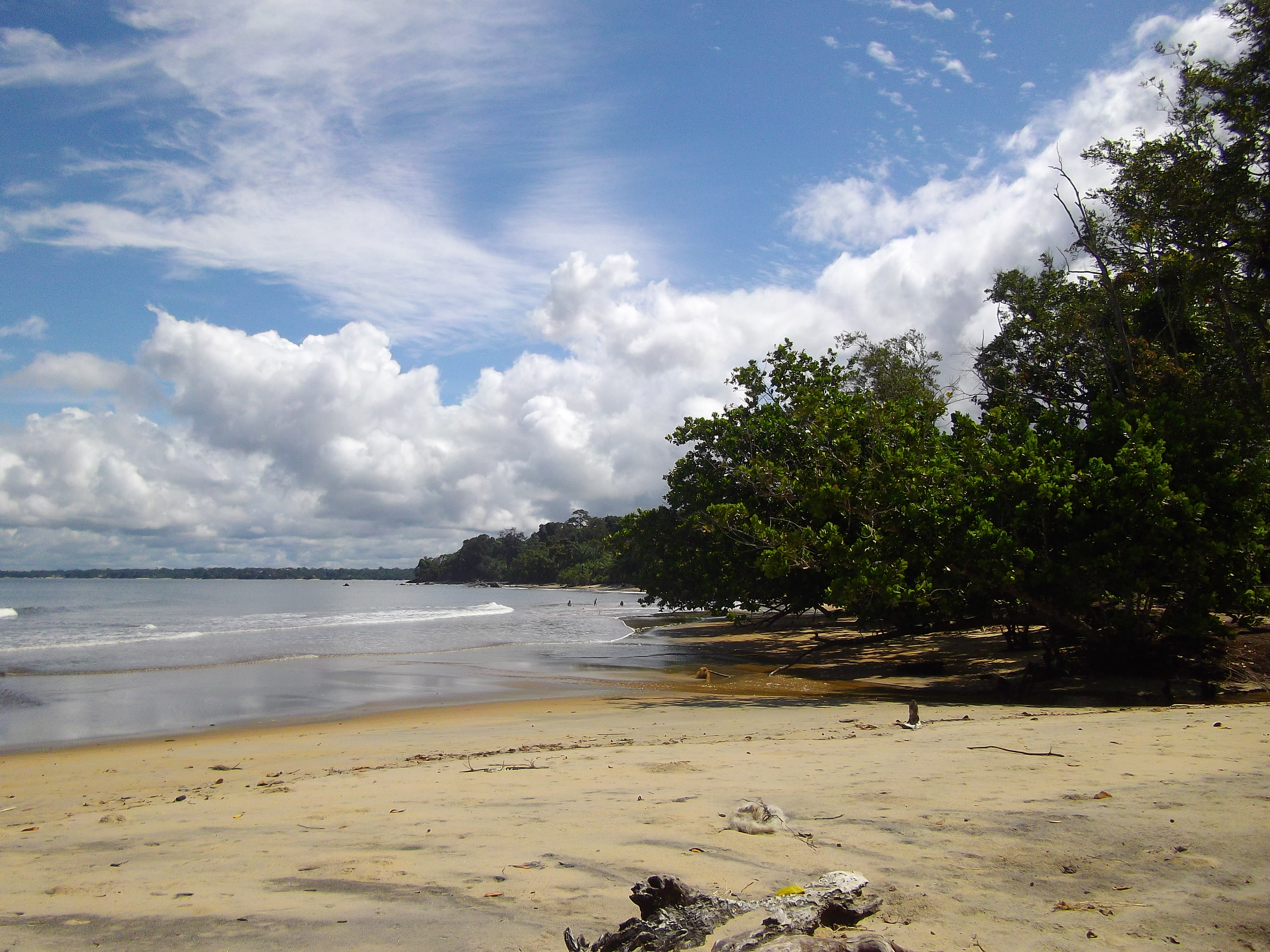
Plage de Grand Batanga.

## Activités

### Pêche

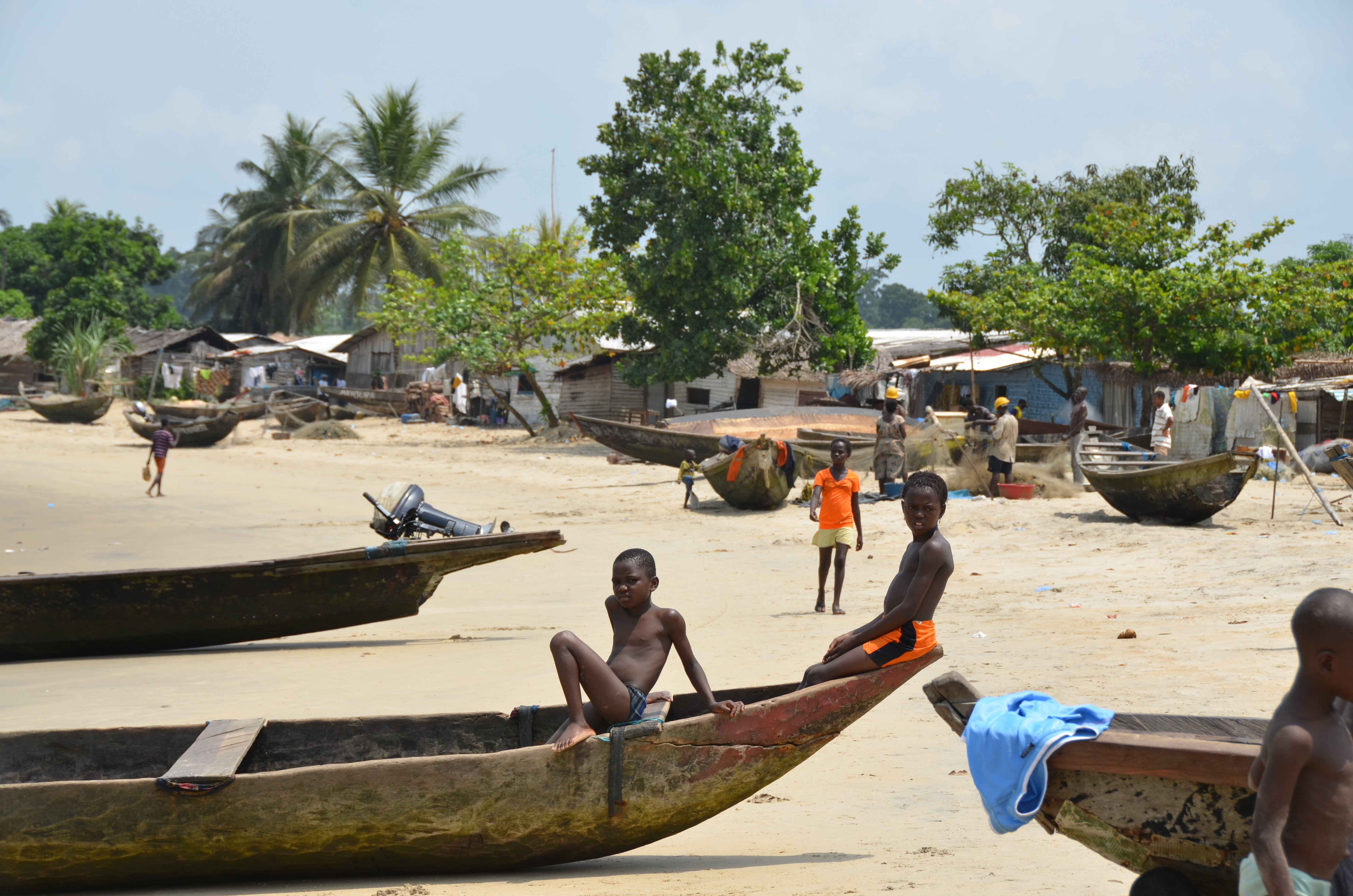
Plage de Londji.

La pêche encore pratiquée de manière artisanale constitue la principale activité économique.

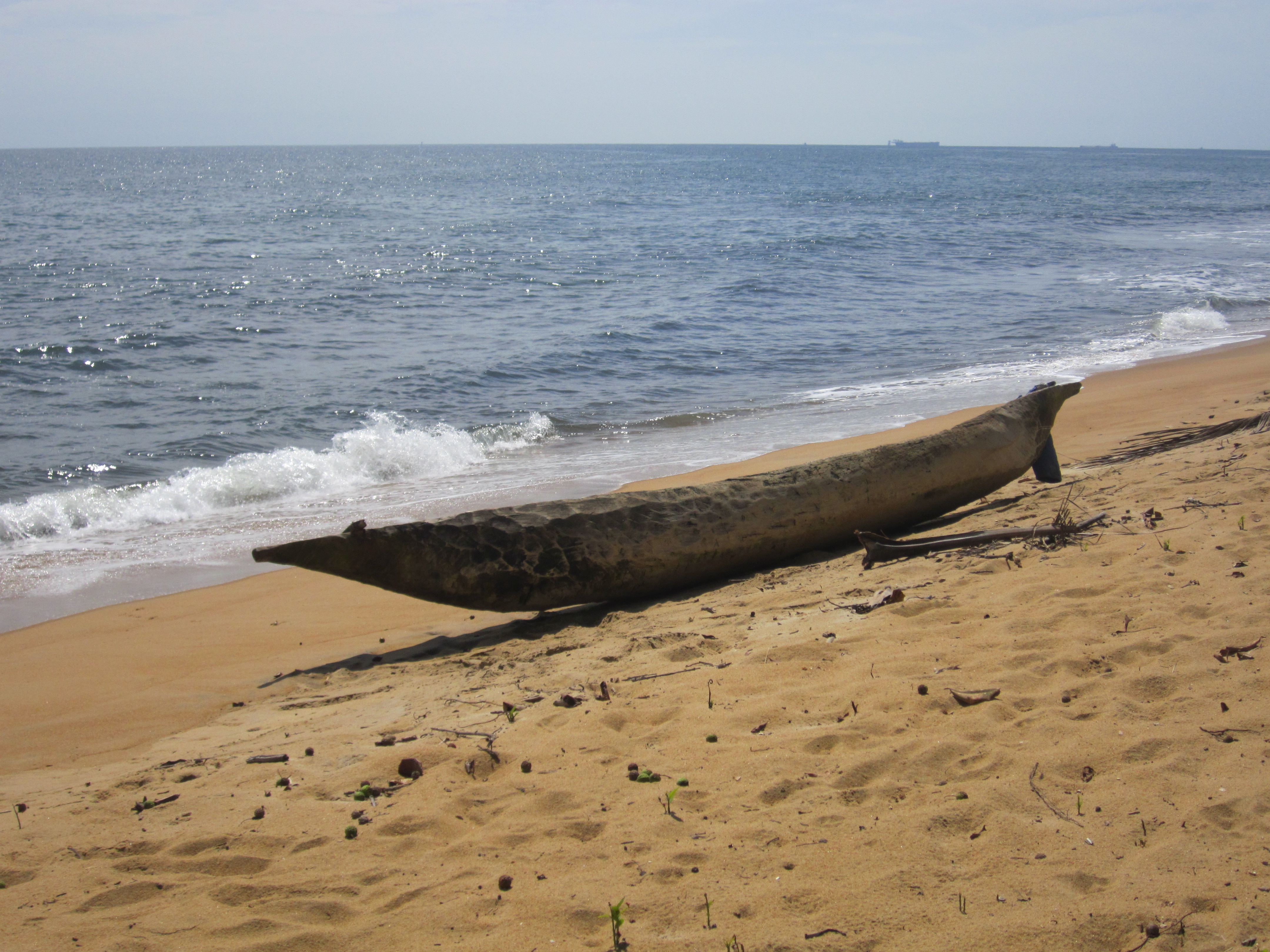
Pirogue traditionnelle batanga.

### Tourisme
- Les plages de Grand Batanga sont singulières comparées à celles de sa voisine Kribi. Ses  plages sont des petites parcelles aménagées par les pêcheurs locaux pour la détente et les activités gastronomiques comme les grillades de poissons et fruits de mer capturés sur place.

- Des visites culturelles dans le village et au musée de Luma, des parties de pêche artisanale et des promenades sportives jusqu'aux chutes de la Lobe sont aussi des activités proposées aux touristes et visiteurs.

#### Hébergements
Grand Batanga compte avec quelques petits hôtels, lodges et maisons d’hôtes et une mission catholique à Luma. Le site est aussi un endroit idéal pour la pratique du camping.

#### Gastronomie
En dehors des grillades des poissons typiques de la zone de Kribi, la gastronomie batanga présente des spécialités gastronomiques locales à base de poissons, d’autres fruits de mer et des condiments tels que le piment, le citron, le sel et certaines écorces. Parmi les plats le plus représentatifs on compte « l’ebanjea » (plat local de poisson frais avec du sel, du citron et du piment), « le mokwa » (bouillon de poisson fumé ou frais pimenté), le « djomba » (poisson à l’étouffée avec du piment et du citron cuit sur la braise ou la marmite), le « nhu’u (nghuhu) » (sauce à base de noix de palme), le « njaha » (sauce à base de mangue sauvage, ivinjia gabonensis), entre autres…

### Développement
Grand Batanga de nos jours est un véritable carrefour de rencontre des projets de développement, initiatives locales et bien d’autres activités d’intérêt commun. Il a par ailleurs accueilli la 5e édition du Festival CICACK (Carrefour International de Cultures Anciennes et Contemporaines de Kribi), en novembre 2012.
Il abrite le siège du projet Mehalo (normalisation, conservation et promotion des langues ndowè) et a été cible par le projet COAST (sigles en anglais de « Actions Collaboratives pour le Tourisme Durable ») mis en exécution par l’ONUDI et l’OMT en collaboration avec le Ministère du Tourisme et des Loisirs du Cameroun[réf. nécessaire].
Grand Batanga fait partie de l’UTO Campo Ma’an avec plusieurs de ses associations intégrés dans les différentes plateformes de gestion participative de la Forêt Modèle Campo Ma’an. En 2013 le projet « B-Adapt » centré sur le soutien des producteurs locaux pour l’adaptation des populations aux changements climatiques s’active dans la localité.

#### Port de Kribi à Grand Batanga
La construction du port en eaux profondes de Kribi fait de la zone autour de Grand Batange un pôle d'activité.

## Musée
Le village de Luma abrite un musée privé d’art africain ancien et contemporain, il présente des collections d'objets de d'outils de pêche.

## Cultes
La paroisse catholique Saint Pierre-Claver de Grand-Batanga relève de la zone pastorale Ocean Beach du diocèse de Kribi.

## Galerie

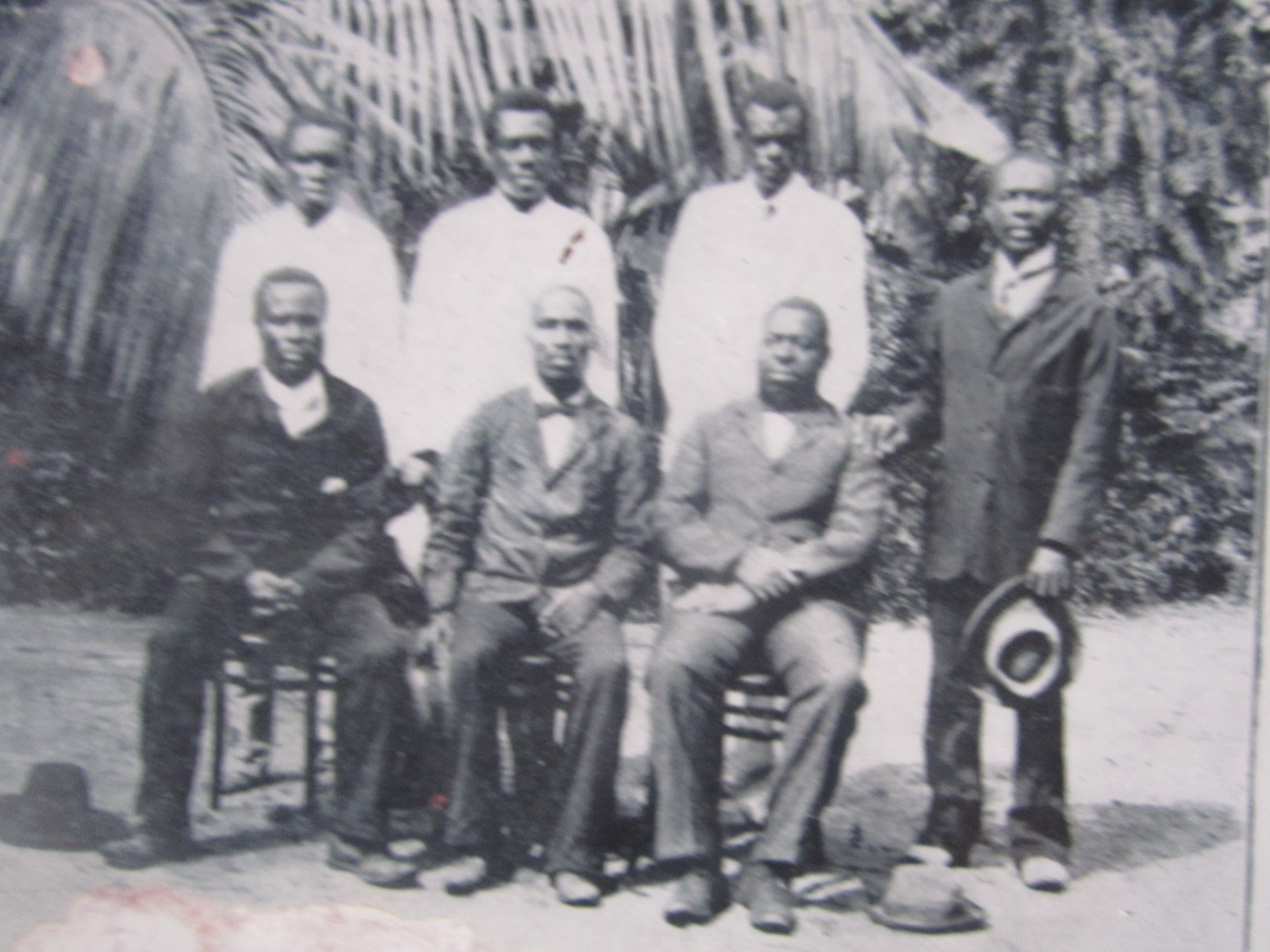
Premiers missionnaires de Grand Batanga.
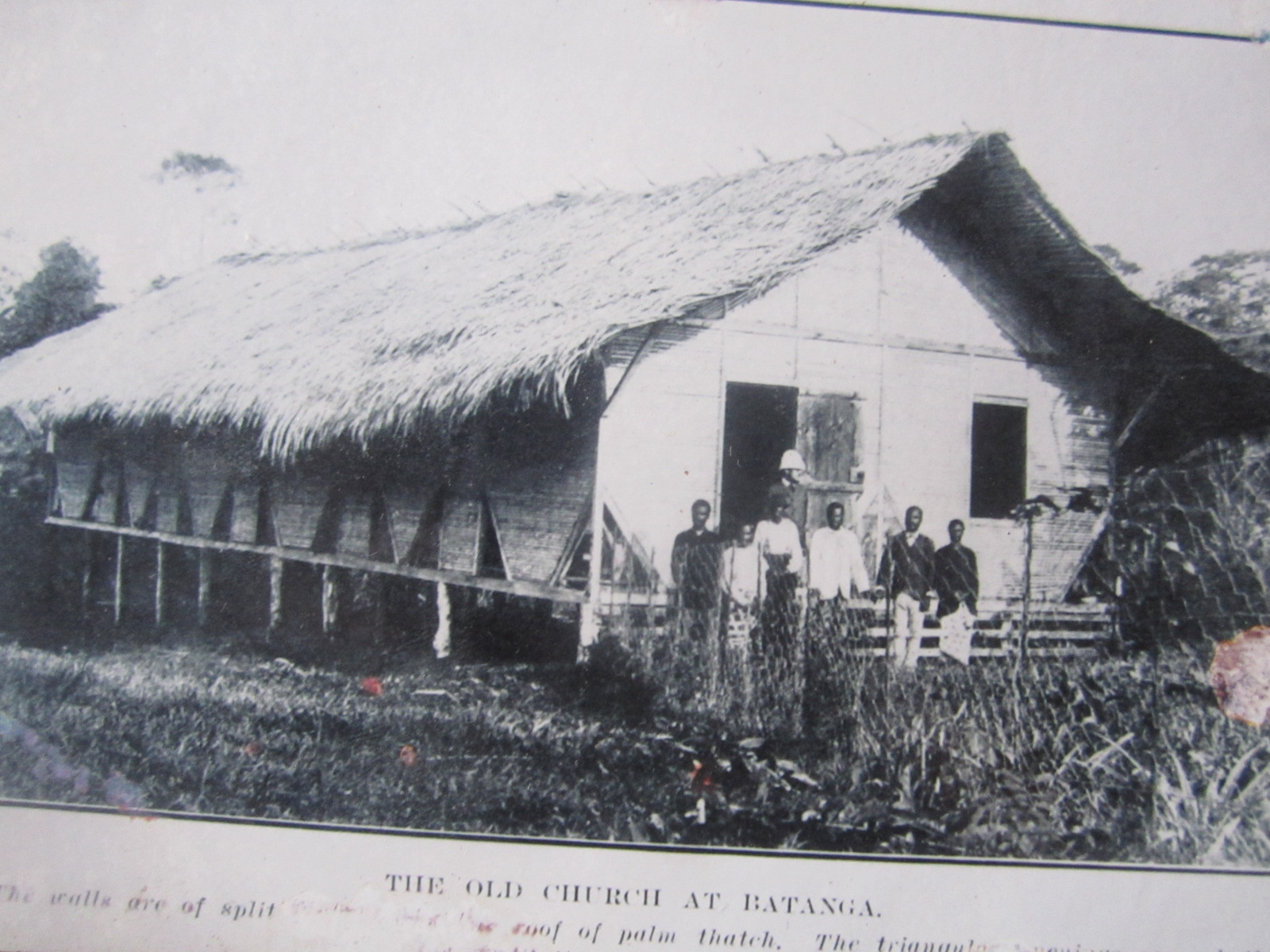
Église de Bongahele.
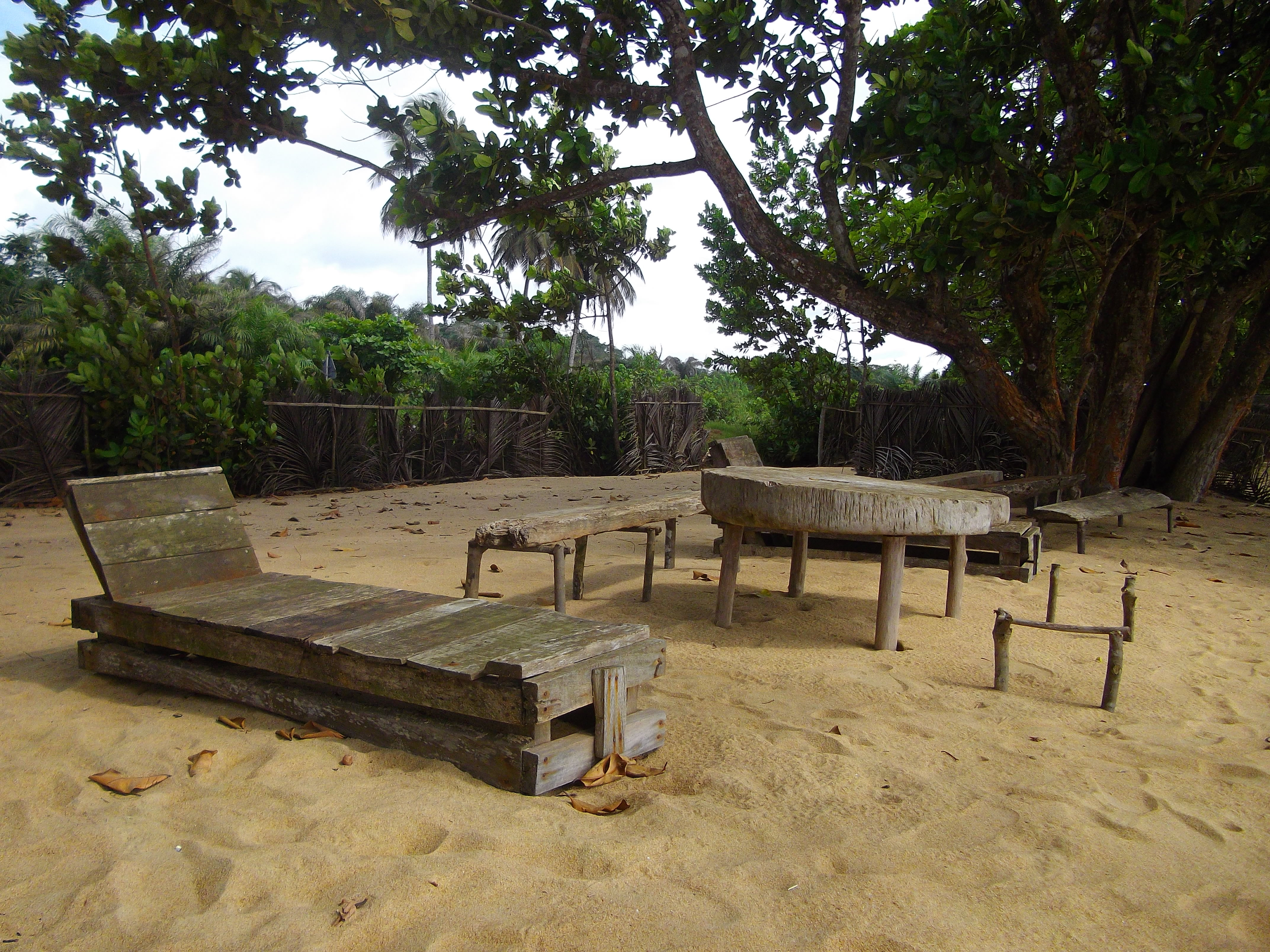
Plage aménagée de Grand Batanga.
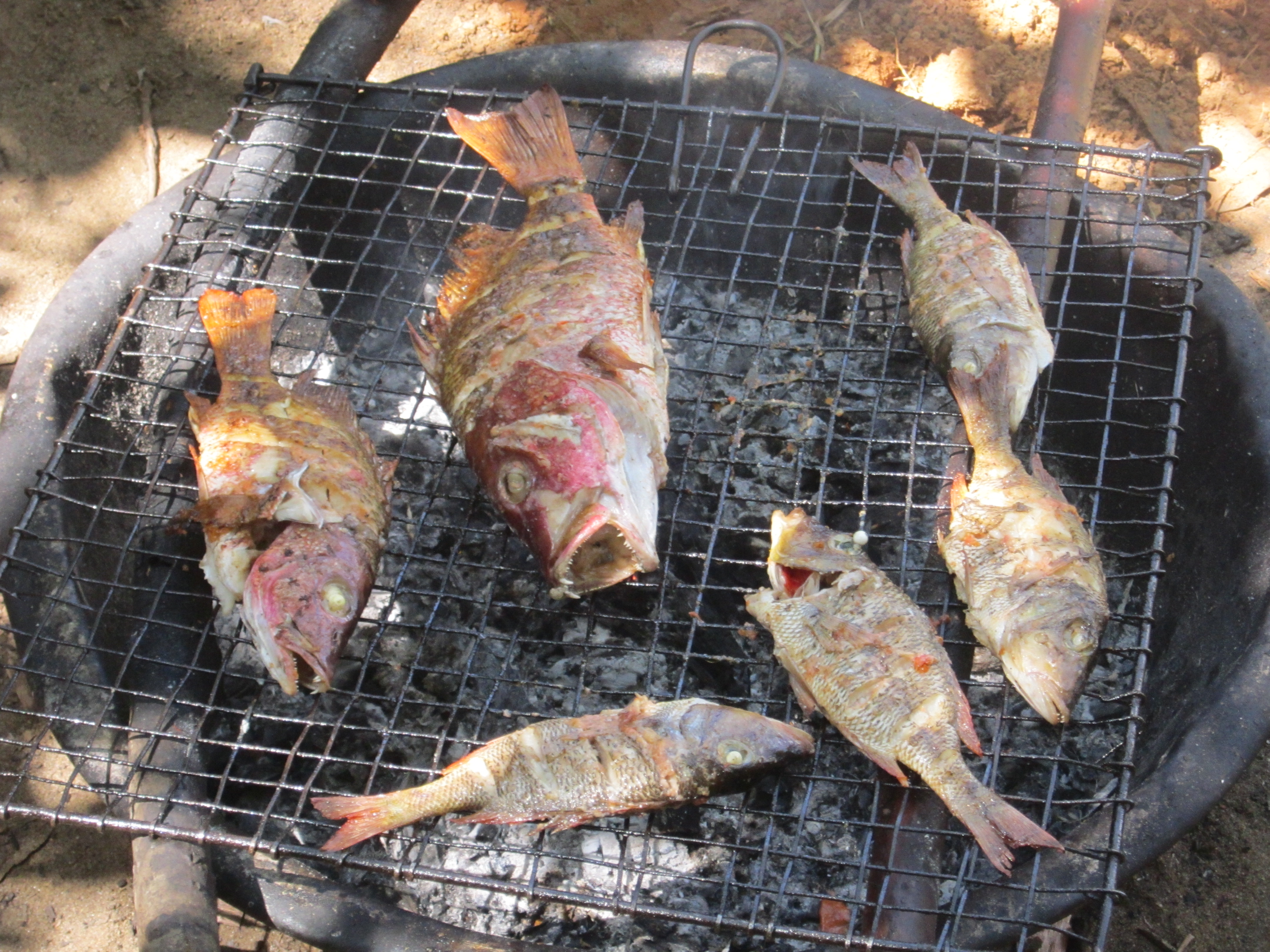
Poisson braisé à la façon du Cameroun.
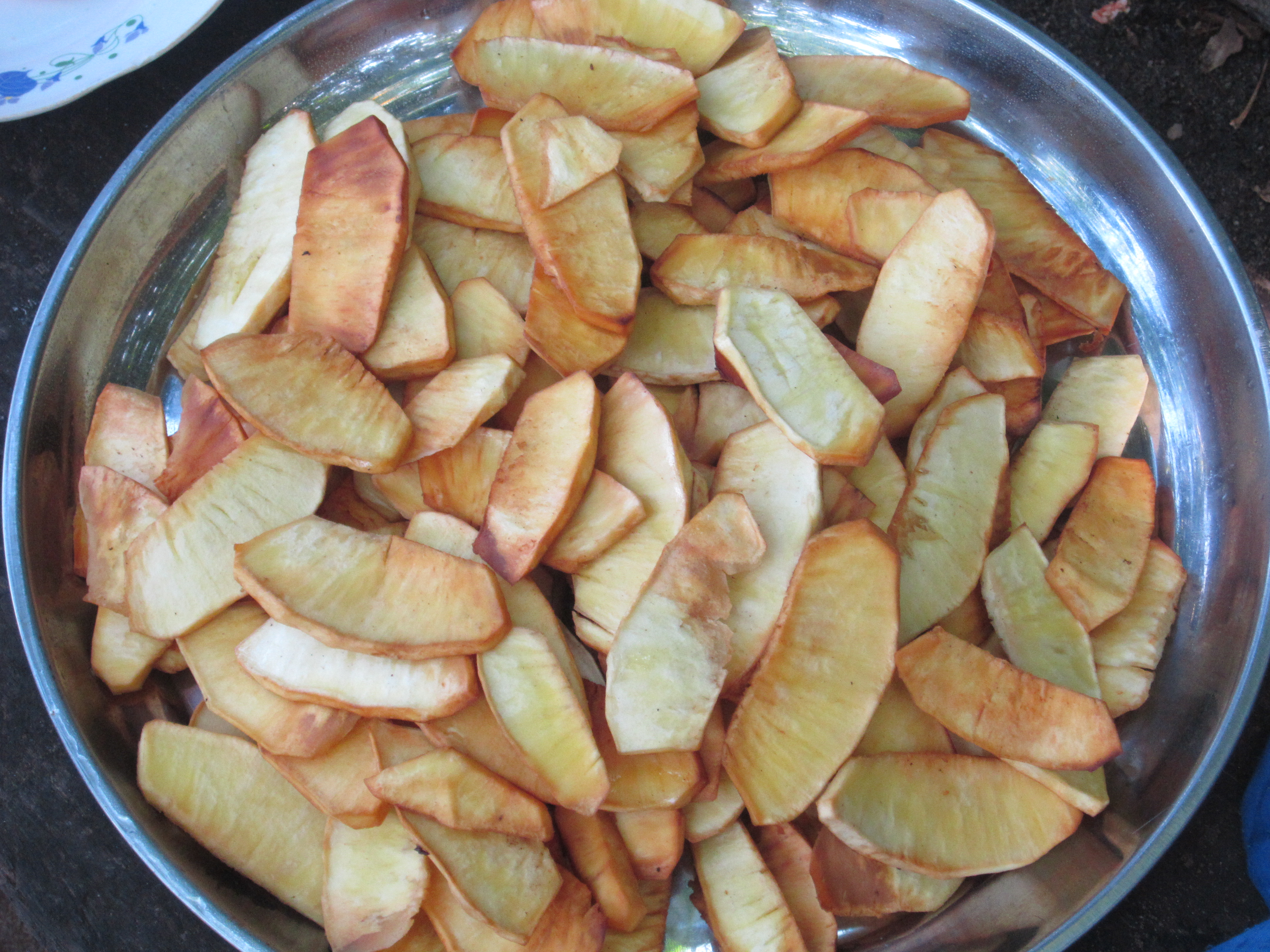
Frites du fruit de l'arbre à pain.